# Hapalops
A Hapalops a kihalt óriáslajhárok egyik neme volt, amely a kora miocéntől a késő miocénig létezett és fajai Dél-Amerikában éltek. Fosszíliái Argentínából, Brazíliából, Bolíviából és Kolumbiából kerültek elő.

## Leírása
Az ebbe a nembe tartozó óriáslajhárok teste megnyúlt volt és erőteljes, mellkasukat legalább 19 borda alkotta, koponyájuk rövid volt, lábaik hosszúak, végükön nagy, görbe karmokkal. Közeli rokonaikhoz képest nem voltak túl nagyok, testhosszuk mintegy 1 m lehetett, súlyuk kb. fajtól függően 10–60 kg között változott. A földön valószínűleg - a mai lajhárokhoz és a gorillákhoz hasonlóan - ujjperceikre támaszkodva jártak. Állkapcsaikban mindössze négy pár fog volt található; metszőfogaik egyáltalán nem voltak.

## Biológiája
Az argentin lelőhelyen a hapalopsok trópusi fás szavannán éltek. Környezetéhez növényevő és ragadozó erszényesek, birkányi glyptodonok, tatuk, hangyászok, toxodonok, typotheriumok és litopternák tartoztak, valamint különféle hüllők (pl. iguánák) és madarak. A csúcsragadozók közé tartoztak az ún. gyilokmadarak. Bár nagyobb méretű közeli rokonai csak a földön éltek, a kisebb hapalopsok feltehetően képesek voltak fára is mászni.

## Osztályozása

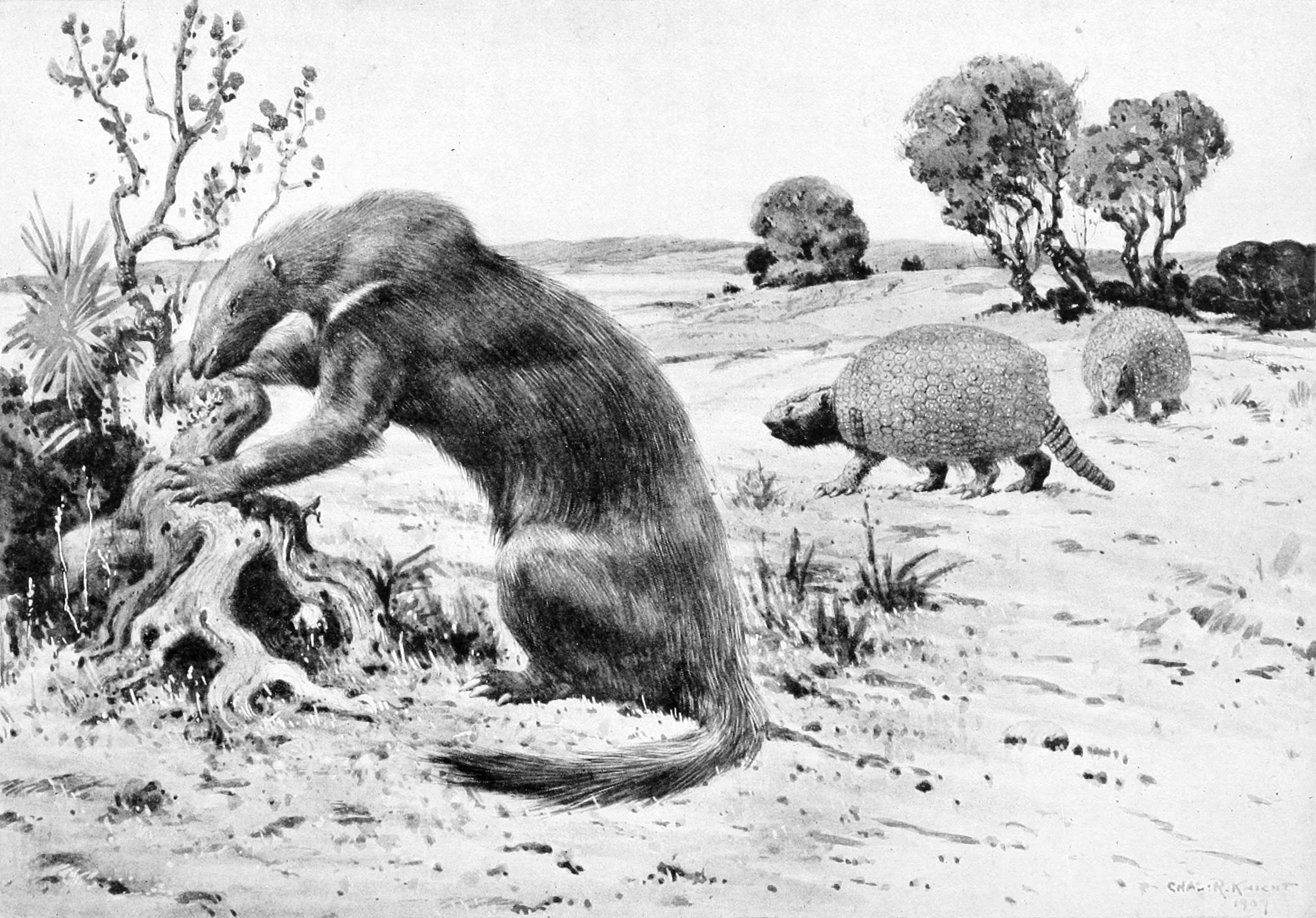
A Hapalops longiceps és Propalaehoplophorus australis rekonstrukciója

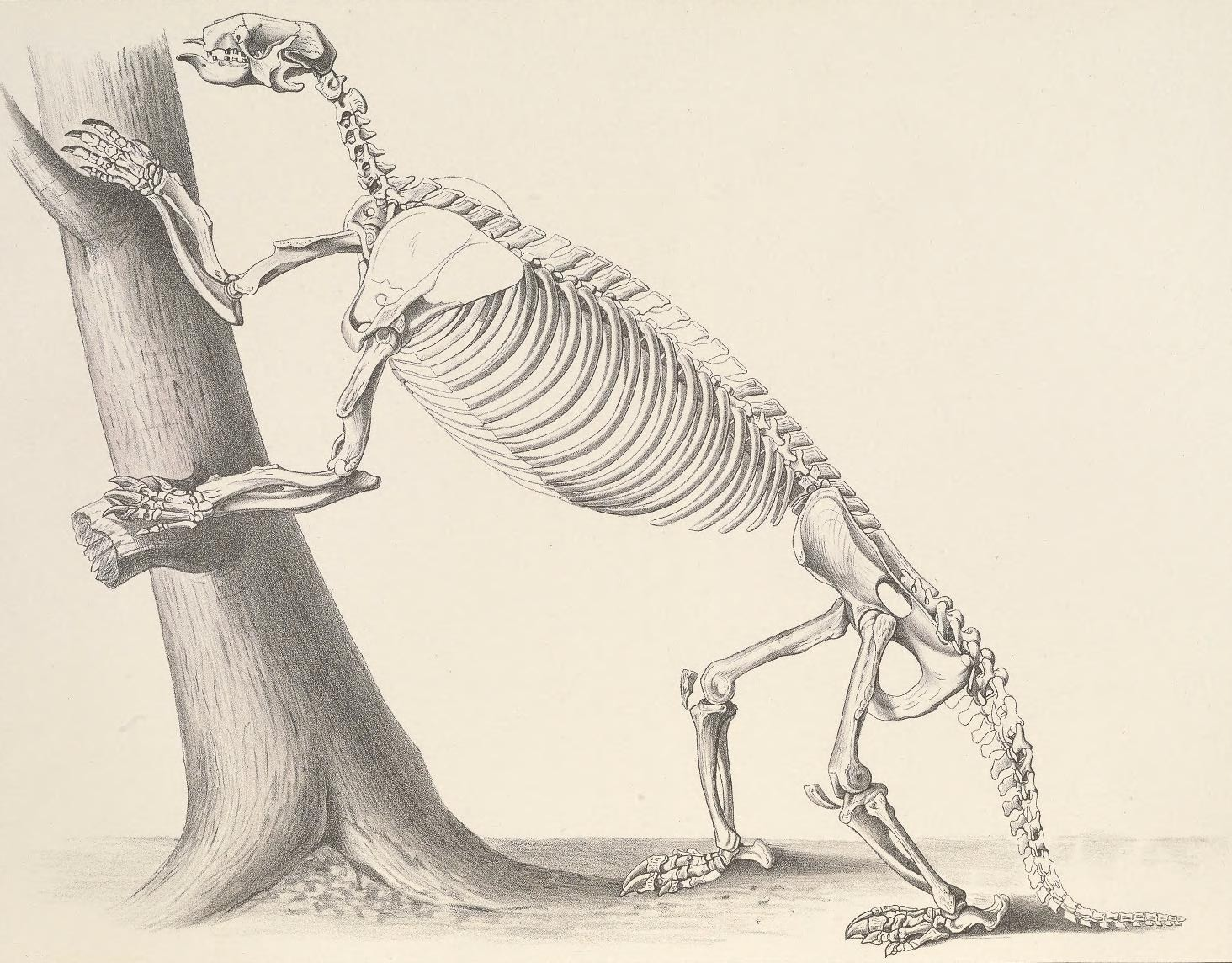
Hapalops csontváza

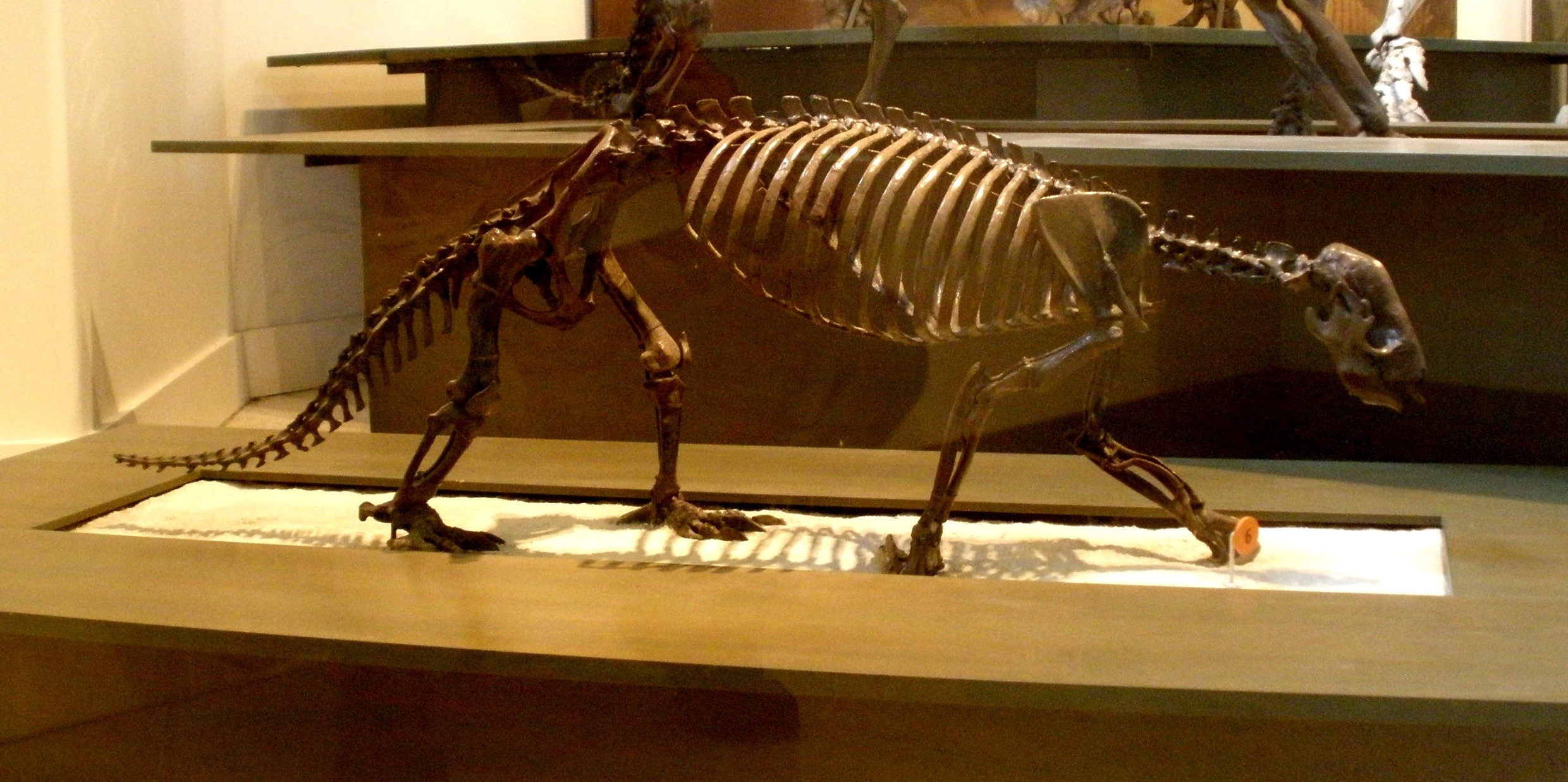
Hapalops ruetimeyeri

A nem az óriáslajhárfélék családjának tagja, közeli rokonai voltak a jóval nagyobb megalonyxek és nothrotheriumok. Az argentínai lelőhelyről 26 fajt írtak le, de nagy többségüket csonttöredékek alapján sorolták be, amelyek a valóságban jóval kevesebb faj maradványai lehetnek.
Fajai:
- H. adteger
- H. angustipalatus
- H. antistis
- H. brachycephalus
- H. brevipalatus
- H. cadens
- H. cilindricus
- H. congermanus
- H. crassidens
- H. crassignathus
- H. depressipalatus
- H. diverssidens
- H. ellipticus
- H. elongatus
- H. gallaicus
- H. gracilidens
- H. indifferens
- H. latus
- H. longiceps
- H. longipalatus
- H. longipes
- H. minutus
- H. robustus
- H. rutimeyeri
- H. subcuadratus
- H. testudinatus

## Fordítás
- Ez a szócikk részben vagy egészben  a   Hapalops című angol Wikipédia-szócikk ezen változatának fordításán alapul.  Az eredeti cikk szerkesztőit annak laptörténete sorolja fel. Ez a jelzés csupán a megfogalmazás eredetét és a szerzői jogokat jelzi, nem szolgál a cikkben szereplő információk forrásmegjelöléseként.